# 卡尔·贺尔
卡尔·贺尔（德語：Karl Holl，1866年5月15日—1926年5月23日），出生于德国帝賓根，逝世于柏林，曾在柏林大学任神学和教会历史教授，被公认为是最富影响力的教会历史学家之一。